# Most Zohar
Most Zohar se nachází v Izraeli, blízko Mrtvého moře; je součástí dálnice 90. Drží světové prvenství jako most postavený v nejnižší nadmořské výšce. Vede 40 metrů nad řečištěm a má rozpětí 52 metrů. Nachází se v seismicky aktivní oblasti Africké příkopové propadliny. Dokončen byl roku 1997 a dnes je třetí největší v zemi.